# Algonquinos

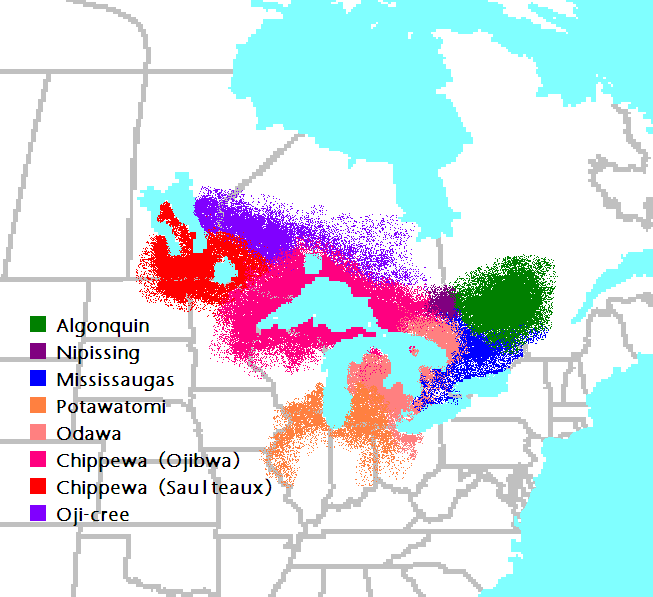
Mapa de distribuição geográfica das tribos algonquinas.

Os algonquinos, algonquianos, algonquienses, algonquinenses e algonquins (do inglês Algonkins, Algonkians) é um povo nativo americano que habita o nordeste da América do Norte. Mais especificamente, o termo refere-se às etnias que falam o algonquino, uma língua da família das línguas algonquinas. Os algonquinos são aparentados, cultural e linguisticamente, aos povos Odawa e Ojibwe, com as quais formam o agrupamento dos anishinaabe.
Os Algonquinos ficaram famosos por suas artes, uma dessas artes se chama "BeadWork" que como mostrava a forma de organização dessas etnias e como eram suas forças.